# Фламбуриотика
„Фламбуриотика“ (на гръцки: «Φλαμπουριώτικα», в превод Неговански) е гръцки вестник, издаван в леринското арванитско село Негован (Фламбуро), Гърция.

## История
Вестникът започва да излиза в 1987 година - началото на златното десетилетие за регионалния печат в Гърция при управлението на ПАСОК. Издава се от Негованската образователно-културна асоциация с новини от дейността на жителите на селото и околностите. Вестникът излиза на всеки два месеца.